# Implant
 (décembre 2021).

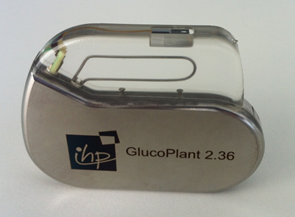
Implant de biocapteur médical pour la surveillance de la glycémie dans le tissu sous-cutané (59x45x8 mm).

Un implant est un matériel introduit intentionnellement dans le corps d'un être vivant (animal, humain, éventuellement végétal). 

## Types d’implants

### Implants médicaux
Un implant médical est un dispositif médical implanté dans le corps du patient à des fins esthétiques ou thérapeutiques. Il peut s'agir d'un :
- implant capillaire ;
- implant cochléaire ;
- implant contraceptif hormonal ;
- implant dentaire ;
- implant intraoculaire ;
- implant mammaire ;
- implant cardiaque ;
- implant torique, mis à la place du cristallin ;
- implant de la joue ;
- implant fessier.

### Divers
- une micropuce implantée (humain) ;
- une micropuce implantée animale ;
- un implant de surveillance pour identifier ou localiser, avec puce GPS, le bétail, les prisonniers…
- un « implant extraterrestre » (science-fiction).

## Première Base de données de dispositifs, implants
- Base de données internationale sur les dispositifs médicaux CIJI 2018

## Effets secondaires
L'implant doit être le plus biocompatible possible. Des recherches portent notamment sur la reconstruction in vitro d'organes que l'on pourrait donc ensuite réimplanter dans l'organisme.

## Implants résorbables
On cherche à développer depuis plusieurs années notamment en chirurgie dentaire et chirurgie réparatrice des fractures complexes des  « implants résorbables » (plus que réellement biodégradables). 
Bien qu'on manque encore de données sur leur toxicologie systémique chez l'homme et l'animal ce sont le plus souvent des « terres rares » telles que l'yttrium (Y), le néodyme (Nd), le praséodyme (Pr), le gadolinium (Gd), le lanthane (La), le cérium (Ce), l'europium (Eu) , le lithium (Li) et le zirconium (Zr)) qu'il est proposé d'associer à un matériau biocompatible (magnésium) pour en améliorer les propriétés mécaniques et former des alliages « résorbables »  destinés à être chirurgicalement implantés dans le corps humain. Selon une étude récente (2010), parmi ces terres rares, les plus cytotoxique sont le lanthane et le cérium.  Dans les cas des fractures graves et complexes, les médecins considèrent que le risque toxicologique vaut les avantages que peuvent procurer une fracture réparée sans broches permanentes.

## Prospective: vers des implants autonomes ou intelligents
Certains implants pour fonctionner ou communiquer entre eux ou avec l'extérieur de l'organisme nécessitent une source d'énergie pour fonctionner. Les premières piles au glucose ou les systèmes d'oxydation catalytique du glucose ne fonctionnent pas in vitro, mais des recherches portent sur une autonomie de ces implants, en rendant possible leur alimentation en électricité à partir de glucose fourni par l'organisme. Certaines piles au glucose (micro-biofuel cells) (BFC) pourraient avoir une échelle nanométrique, avec des microélectrodes en fibre de carbone (CFME) modifié avec des nanotubes à paroi simple (SWNT, ayant une molécule d'épaisseur). En 2010, l'énergie recueillie approche celle qui peut alimenter un pacemaker.

## Scandales sanitaires
Contrairement aux médicaments, la mise sur le marché d'implants médicaux ne nécessite pas d'essais cliniques préalables afin d'en évaluer la balance bénéfice-risque[réf. souhaitée]. De ce fait, certains types d'implants permanents ont été à l'origine de scandales sanitaires :
- les implants vaginaux, qui peuvent s'avérer extrêmement douloureux[5] et dont l’utilisation a dû être suspendue en juillet 2018 au Royaume-Uni[6] ; ils ont conduit les autorités australiennes à présenter des excuses publiques aux patientes victimes de ces dispositifs[6] ;
- les implants mammaires PIP, frauduleux (années 2000), puis les implants texturés Allergan (2015-2018), liés à une forme rare de cancer[7],[8] ;
- les TAVI, non explantables mais dont la durée de vie est limitée à quelques années[9].

L’enquête « Implant files » menée par le Consortium international des journalistes d'investigation, révèle en novembre 2018 des dysfonctionnements, EIAS et mortalité imputables, à ces dispositifs médicaux (dont beaucoup ne peuvent pas être explantés), mettant en lumière le manque d'exigence de la réglementation européenne et le manque de vigilance des autorités sanitaires, dont l'ANSM.